# Martin Mata
Martin Mata Cabello (Las Quemadas, 1 februari 1984) is een voormalig Spaans professioneel wielrenner.
Martin Mata is de oudere broer van wielrenner Enrique Mata.

## Overwinningen
2005
- 5e etappe, deel A Ronde van Navarra

## Grote rondes
Geen